# Órgano diana
Órgano diana, también llamado órgano blanco, es el órgano específico sobre el que actúa una hormona, un medicamento, un tóxico u otras sustancias. En el contexto de la patología, un órgano diana es el que resulta afectado directamente por una enfermedad concreta, por ejemplo un proceso infeccioso, una enfermedad metabólica o autoinmune. El concepto de órgano diana se aplica frecuentemente en algunas enfermedades como la hipertensión arterial y la diabetes mellitus.  

## Endocrinología
La actividad del sistema endocrino es ejecutada por las hormonas. El lugar de acción de una hormona se denomina órgano blanco o diana. Se citan algunos ejemplos:
- Insulina. Los principales órganos diana para la insulina son el tejido adiposo, el hígado y el músculo esquelético.[4]
- Parathormona. Los principales órganos diana de la parathormona son el hueso y el riñón.  En riñón estimula la reabsorción de calcio a nivel del túbulo contorneado distal y túbulo colector, en el hueso favorece la formación de osteoclastos y la reabsorción ósea.[5]
- Hormonas hipofisarias. El órgano diana de la hormona tirotrópica es la glándula tiroides, el de la hormona adrenocorticotropa es la glándula suprarrenal.

## Toxicología
Muchas sustancias son tóxicas sobre uno o varios órganos específicos. Esta acción puede producirse por diferentes vías de exposición: digestiva, dérmica o inhalada. En toxicología se define órgano diana como aquel tejido u órgano con mayor susceptividad a los efectos lesivos de un tóxico que el resto del organismo. 
- Hepatotóxicos. Son sustancias cuyo órgano diana es el hígado, por ejemplo el tetracloruro de carbono.
- Nefrotóxicos. Son sustancias que provocan daños en los riñones, por ejemplo los hidrocarburos halogenados.
- Neurotóxicos: Son sustancias que dañan el sistema nervioso, por ejemplo el mercurio.
- Hematotóxicos. Actúan sobre la sangre, por ejemplo el monóxido de carbono y el cianuro que disminuyen la acción de la hemoglobina ubicada en los hematíes.
- Tóxicos respiratorios. Su órgano diana a es el pulmón, por ejemplo la intoxicación por paraquat provoca una insuficiencia respiratoria con fibrosis pulmonar aguda que puede causar la muerte.[8]

## Patología

### Diabetes mellitus
El concepto órgano diana en diabetes se ha aplicado a aquellos órganos que sufren daño como consecuencia de la evolución de la enfermedad, por ejemplo el ojo, el corazón y el riñón:
- Ojo. Se produce retinopatía diabética.
- Sistema nervioso periférico. Se produce neuropatía sensitiva, motora y vegetativa.
- Riñón. Causa nefropatía diabética.
- Corazón. Provoca enfermedad coronaria.
- Arterias periféricas. Causa enfermedad vascular periférica,
- Sistema nervioso central. Provoca ictus.

### Hipertensión arterial
Los órganos diana principales de esta afección son:
- Ojo. Retinopatia hipertensiva.[9]
- Corazón. Favorece la aparición de cardiopatia isquémica.
- Cerebro. Favorece la aparición de accidente vascular cerebral.
- Riñón. Provoca la nefropatía hipertensiva.

### Tuberculosis
El órgano diana principal de la tuberculosis es el pulmón, aunque puede afectar a otros órganos como el riñón y el hueso. La tuberculosis extrapulmonar representa entre el 10-20% del total de casos, cuando existe déficit de inmunidad (inmunodeficiencia) este porcentaje se incrementa significativamente, pudiendo llegar al 60% de los casos. Sin embargo casi siempre existe un foco primario localizado en el pulmón.